# Matthew Zenovich
Matthew "Matt" Zenovich, né le 26 février 1994 à Invercargill, est un coureur cycliste néo-zélandais.

## Palmarès
- 2013
  - 1re étape du Tour de Lakes
  - 3e étape du Tour de Southland
- 2017
  - Tour de Lakes :
    - Classement général
    - Prologue et 3e étape

  - 3e étape des Calder Stewart Series
  - 7e et 9e étapes du Tour du lac Poyang
  - 2e étape du Tour de l'Ijen
- 2018
  - 1re étape des Calder Stewart Series
  - Tour de Siak :
    - Classement général
    - 1re étape

  - 1re étape du Tour de Southland
- 2020
  - Fight for Yellow Tour :
    - Classement général
    - Prologue
- 2021
  - Fight for Yellow Tour :
    - Classement général
    - 3e étape

## Classements mondiaux
| Année                                 | 2015  | 2016  | 2017  | 2018  | 2019  | 2020  |
| ------------------------------------- | ----- | ----- | ----- | ----- | ----- | ----- |
| Classement mondial                    |       | 1503e | 1316e | 1170e | 1416e | 1938e |
| UCI Europe Tour                       | 1173e | nc    | nc    | nc    |       |       |
| UCI Asia Tour                         | nc    | 517e  | 208e  | 166e  |       |       |
| UCI Oceania Tour                      | nc    | 55e   | nc    | nc    | 74e   | 97e   |
|                                       |       |       |       |       |       |       |
| Légende : nc = non classéSource : UCI |       |       |       |       |       |       |